# Lincon Muteta
Lincon Muteta es un escultor de Zimbabue, nacido el 18 de enero de 1975 en el suburbio de Highfield , Harare.

## Datos biográficos
scultor .
Muteta es el más joven de cuatro hermanos en una familia originaria de Mutoko. Comenzó a esculpir en 1989, mientras asistía a la escuela secundaria en Harare; después se convirtió en asistente de Danny Kanyemba . Comenzó su andadura como escultor independiente gracias a los consejos de Moses Masaya .
Su obra está basada en la tradición de la cultura Shona. Dentro de la cultura de los Shona el tótem de Lincon Muteta es el mono ("Soko Murehwa"). 
Las figuras humanas que talla en piedra, reflejan en sus rostros los gestos y emociones observados por el escultor en los vecinos del suburbio de Chitungwiza donde vive.
Lincon Muteta ha ejercido una importante labor en el fomento y la enseñanza de los artistas más jóvenes , muchos de los cuales ahora siguen carreras individuales. Gracias al apoyo de Roy Guthrie, director del Parque de Esculturas Chapungu de Harare, el escultor fue artista residente del centro durante los años 1996 y 1997. 
Ha viajado y asistido personalmente a exposiciones en Sudáfrica, Baréin, Dubái, Inglaterra y Canadá. También se ha podido ver su obra en países como España, Alemania, Holanda, Estados Unidos, Suiza, Irlanda, Bélgica e Italia.